# John D. Holum

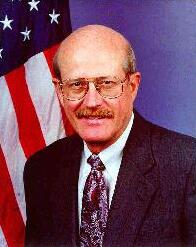
John D. Holum is a former U.S. arms control official.

John D. Holum (nacido el 4 de diciembre de 1940) fue director de la Agencia de EE. UU. para el Desarmamiento y Control de Armas, y Subsecretario de Estado para el Control de Armas y Seguridad Internacional, bajo el mandato de Bill Clinton.

## Biografía
John D. Holum nació el 4 de diciembre de 1940, en Highmore, Dakota del Sur. Se graduó en Matemáticas y Físicas en la Northern Michigan University y se Doctoró en Derecho en la George Washington University School of Law en 1970.
Desde 1965 hasta 1979, trabajó como director legislativo para el senador George McGovern. Cuando McGovern se presentó a la presidencia en 1972, Holum escribió una carta de cincuenta y seis páginas en defensa de su política.  De 1979 a 1981,  trabajó como personal de planificiacón de políticas en el Departamento de Estado de los Estados Unidos. De 1981 a 1992,  trabajó en Washington, D.C. para O'Melveny & Myers. En 1992, se unió a la campaña de Bill Clinton, hasta que fue nombrado Director de EE.UU para el Desarmamiento y Control de Armas en 1993. Sirvió como Subsecretario de Estado. Dejó su trabajo en 2001, con la administración de George W. Bush.